# Highlighter (Kosmetik)
Ein Highlighter ist ein kosmetisches Produkt, welches das Licht reflektiert. Das Produkt kann in verschiedenen Formen vorliegen, wie z. B. als fester Stift, Pulver, Flüssigkeit, Creme oder Gelee.

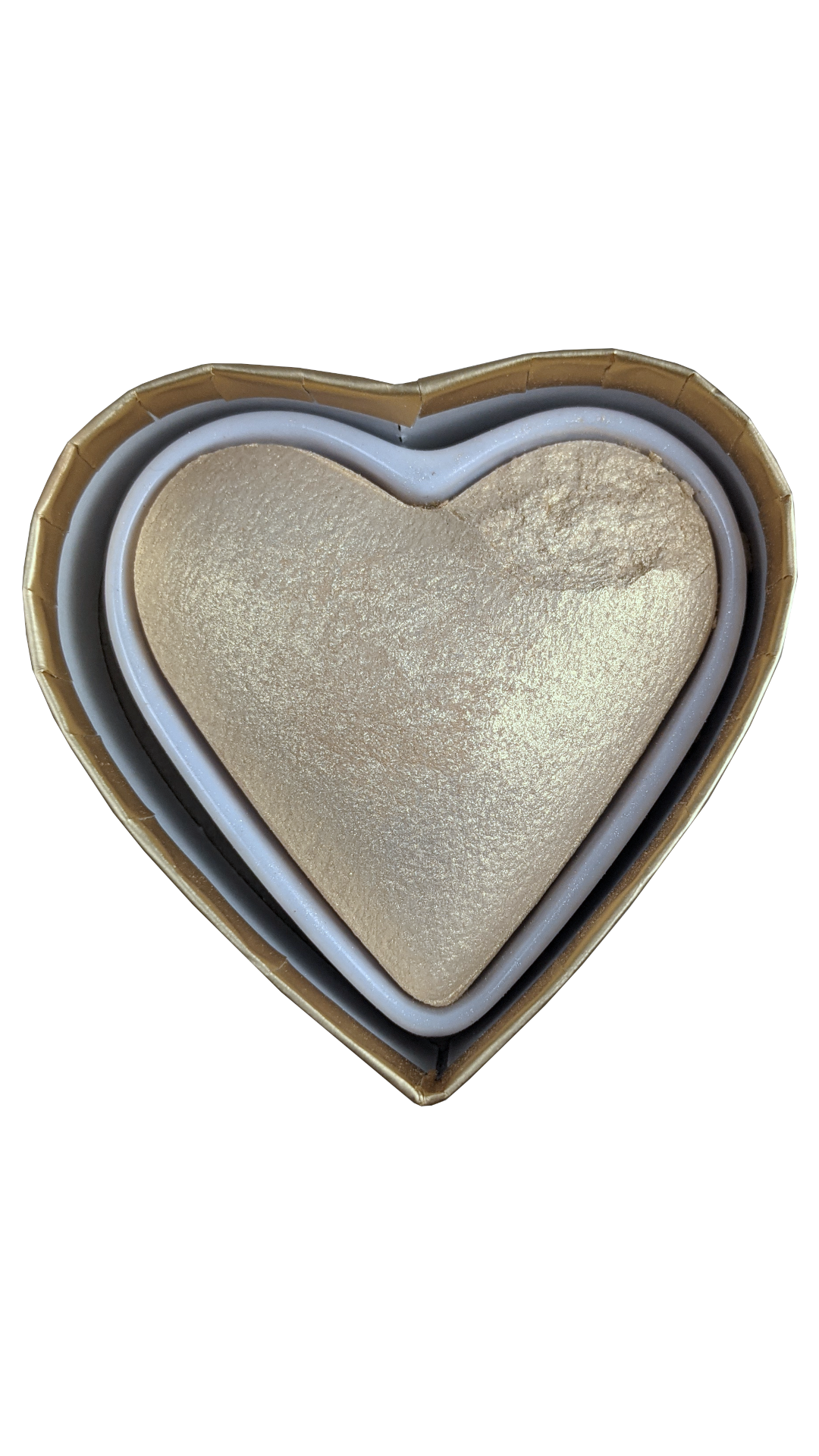
Highlighter in Pulver-Form.
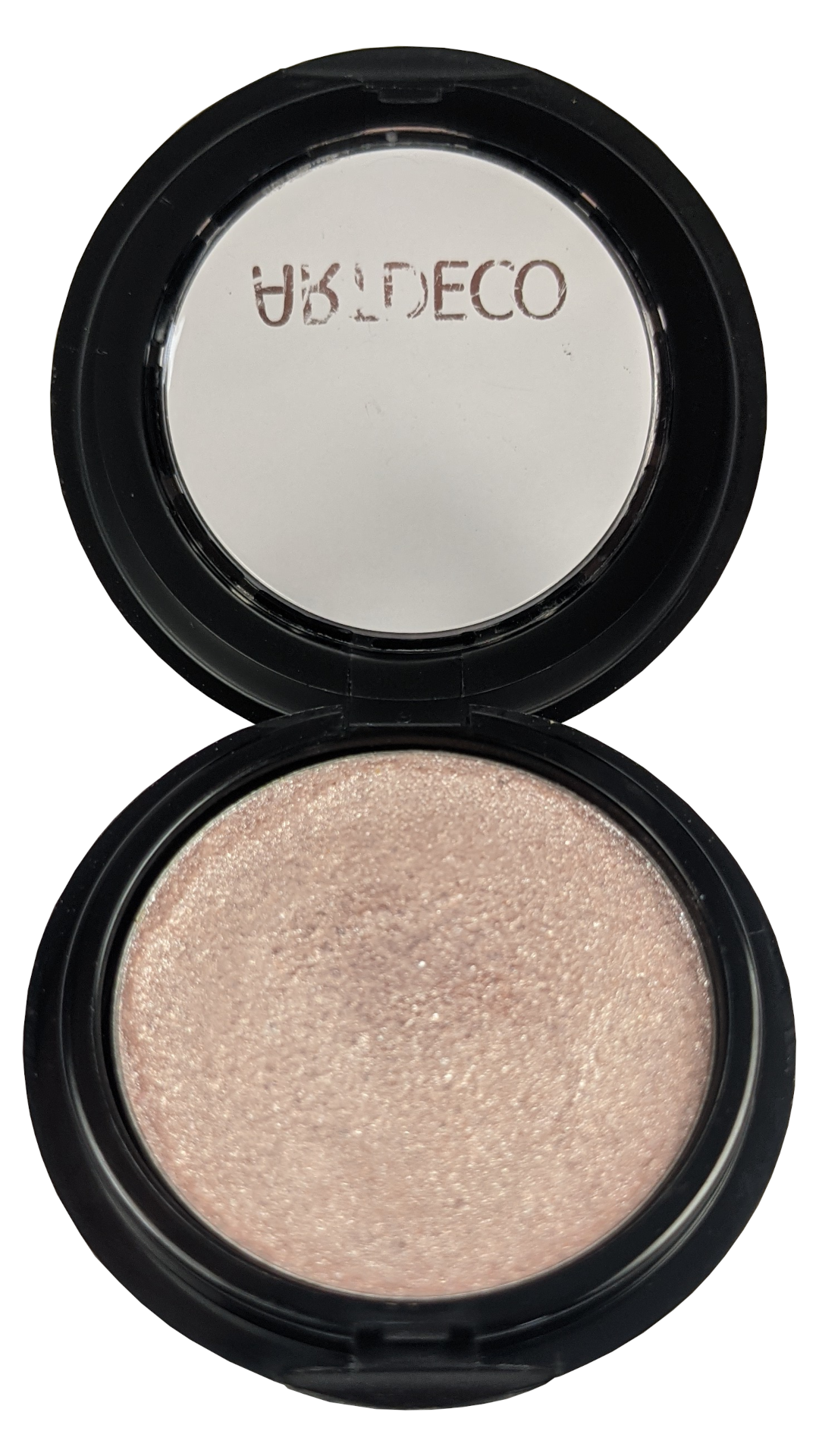
Highlighter in Creme-Form.

## Geschichte
In den 1920er und 1930er Jahren wurden Highlighter zu einem wichtigen Werkzeug bei Theater- und Filmschauspielern, die in Innenräumen drehten oder aufführten, wo kein natürliches Licht zur Verfügung stand. Durch die Anwendung eines Highlighters ließen sich Gesichtsmerkmale wie Wangenknochen, Nase und Kieferpartie definieren. Durch Highlighter ließen sich auch bestimmte Merkmale im Gesicht betonen, um dem dargestellten Charakter sowie ästhetischen Trends gerecht zu werden. Die Strobing Cream von MAC Cosmetics gilt als das erste Highlighter-Produkt, das kommerziellen Verbrauchern zur Verfügung gestellt wurde. Der Verkauf von Highlighter, ein langjähriges Instrument unter Maskenbildnern, verzeichnete 2016 erhebliche Zuwächse bei den Verbrauchern. Einige Branchenexperten haben den Anstieg der Verkäufe von Highlighter und verwandten Produkten auf die zunehmende Nutzung sozialer Medien zurückgeführt, da YouTube-Make-up-Tutorials immer beliebter werden und Schnappschüsse als Selfies bekannt sind.

## Anwendung
Highlighter wird oft für ein Contouring verwendet. Dafür wird der Highlighter auf das Gesicht oder andere Körperteile aufgetragen, um die Haut an einem bestimmten Bereich aufzuhellen und die Wahrnehmung von Tiefe und Winkeln zu erzeugen. Der Highlighter wird insbesondere an markanteren Gesichtspartien wie den Wangen und der Nasenspitze oder der T-Zone (Stirn, Nase) und Kinn aufgetragen. Highlighter kann unterhalb der Brauen als Lidschatten aufgetragen werden, um die Augen optisch zu vergrößern. Grundsätzlich lassen hellere Farben, Bereiche hervortreten.

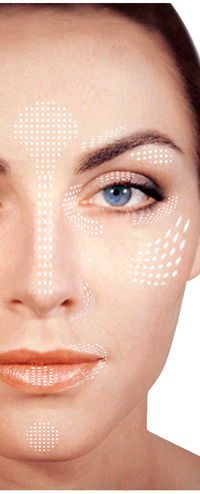
Highlighter wird an den angezeigten Bereichen aufgetragen, um diese Bereiche zu betonen.
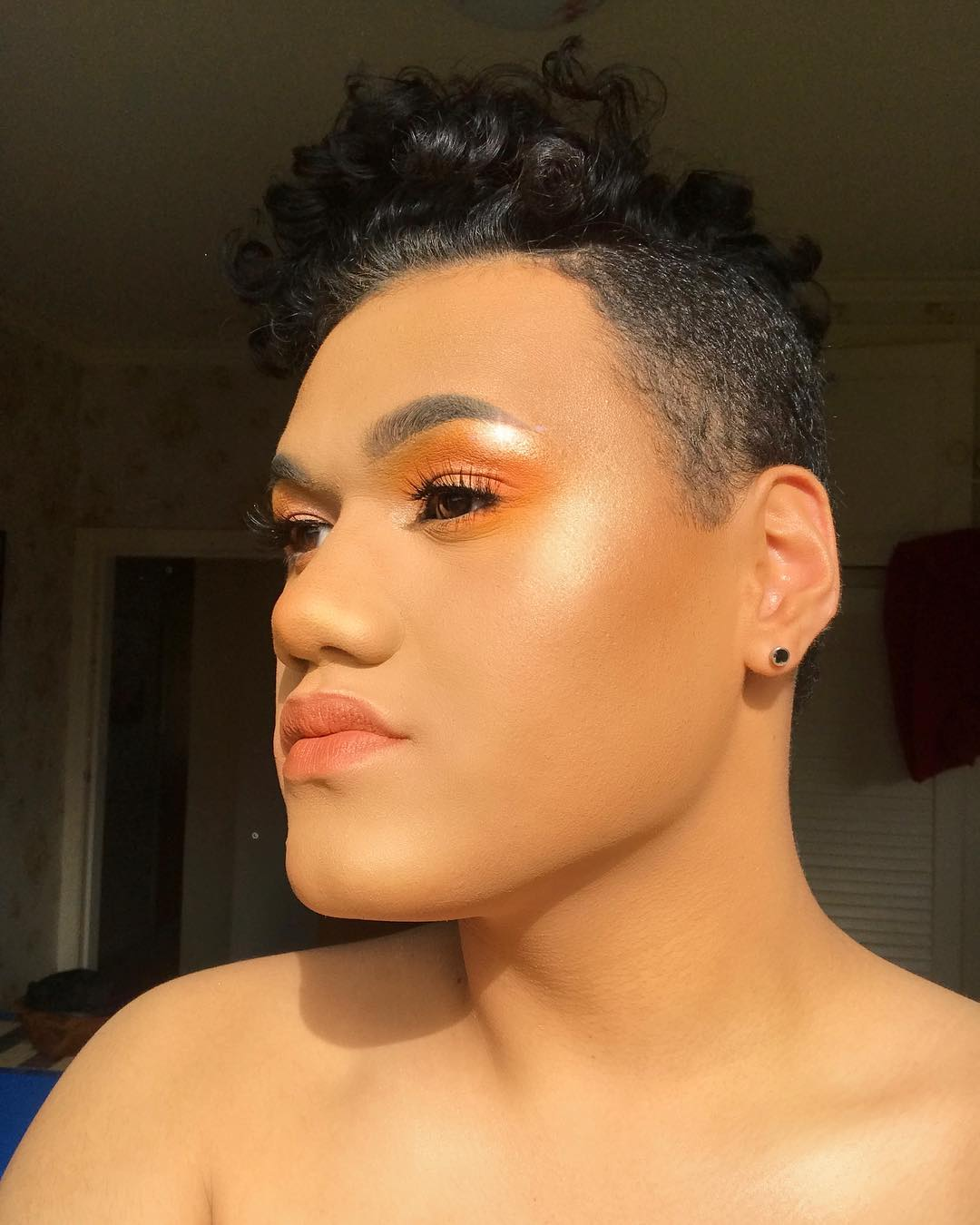
Diese Person trägt Highlighter auf den Wangenknochen und unter den Augenbrauen.